# 大坪 (桃園市)
大坪，是臺灣桃園市龍潭區的一個傳統地域名稱，位於該區東南部。相較於今日行政區，其範圍大致包括大平里、三林里最南端的東部。
大坪地區位於大漢溪左岸，著名的石門水庫大壩即位於本地區東南部。

## 歷史
台灣清治末期至日治初期，大坪地區為一街庄，稱為「大坪庄」，隸屬於桃澗堡。該庄北與三坑仔庄為鄰，東隔大漢溪與舊溪洲庄、新溪洲庄為界，南邊為蕃地、十藔庄，西邊為銅鑼圈庄、打鐵坑庄。
1901年（日治明治三十四年）11月，全台設置二十廳，該庄隸屬於桃仔園廳。1903年（明治三十六年），改名桃園廳。1909年（明治四十二年）10月，合併二十廳為十二廳，該庄隸屬不變。1920年（大正九年），廢十二廳改設五州二廳，該庄改制為「大坪」大字，隸屬於新竹州大溪郡龍潭庄，大字下有「大坪」、「二坪」小字名。
戰後龍潭庄改制為龍潭鄉，隸屬於新竹縣，大字亦改制為村。1950年桃、竹、苗分治，龍潭鄉改隸屬於桃園縣。2014年12月，桃園縣升格為直轄桃園市，龍潭鄉改制為龍潭區，村亦改制為里。

## 交通
省道台3乙線是員樹林至深窩的幹道，大致以縱向轉東北東—西南西走向蜿蜒經過大坪地區西北部。由該道路向北可前往三坑子、淮子埔、番子寮、員樹林並止於省道台3線路口，向西南西經打鐵坑後轉西北可前往銅鑼圈並止於省道台3線另一路口。
省道台4線是竹圍到石門的幹道，其南側端點位於本地區北部的省道台3乙線路口。由此向東轉東南過大漢溪橋後轉東北可前往大溪、八德、桃園、蘆竹、竹圍等地。

## 景點
- 石門水庫 (臺灣)